# Latrodectus erythromelas
Latrodectus erythromelas is een spin uit de familie der kogelspinnen, die enkel van nature voorkomt op Sri Lanka. Het gif van deze spin is erg krachtig en bevat neurotoxines.